# Selatosomus splendens
Selatosomus splendens là một loài bọ cánh cứng trong họ Elateridae. Loài này được Ziegler miêu tả khoa học năm 1844.